# Moses Philippson
Moses Philippson (* 9. Mai 1775 in Sandersleben; † 20. April 1814 in Dessau) war ein jüdischer Schriftsteller, Lehrer, Übersetzer und Verleger.
Er trug mit seinen Bibelübersetzungen, Kommentaren und Schriften wesentlich dazu bei, die deutsche Schriftsprache unter den Juden zu verbreiten und die Verbindung  mit der deutschen Kultur zu fördern.

## Leben

### Jugend
Moses Philippson entstammte einer jüdischen Familie aus Krakau mit vielen bekannten Gelehrten, Rabbinern, Erziehern, Journalisten, Ärzten, Bankiers und Wissenschaftlern. Die Familie lässt sich bis ins 16. Jahrhundert zu Rabbi Joshua Hoeschel ben Joseph (ca. 1578–1648) zurückverfolgen.
Der Vater, Philipp Moses (oder auch  Phoebus ben Moses Arnswald) war als fahrender Scholar aus Arnswalde nach Sandersleben gekommen, heiratete hier die Schuhmachertochter Rebecca Loeb und ließ sich notgedrungen als Kleinhändler und Hausierer nieder.
Aus der Ehe gingen sechs Kinder hervor. Moses, der Älteste, besuchte mit zwölf Jahren die Jeschiwa (Talmudhochschule) in Halberstadt und studierte dann den Talmud in Braunschweig und Frankfurt (Oder).

### Lehrer, Schriftsteller und Herausgeber
Seit 1799 unterrichtete Philippson an der jüdischen  Franzschule in Dessau, wo im Sinne der Aufklärung selbstständiges Arbeiten und Denken gefördert wurde. Daneben begann er seine schriftstellerische Tätigkeit und gründete eine Druckerei für hebräische Bücher. Er druckte Bibelübersetzungen in deutscher Sprache mit hebräischen Buchstaben. Sein bekanntestes Werk war das Lesebuch „Kinderfreund und Lehrer.“ Es erschien in zwei Teilen, 1808 und 1811.

### Späte Jahre
Moses Philippson starb am 20. April 1814 in Dessau an Typhus, bevor er sein deutsch-hebräisches Lexikon fertigstellen konnte. Seine Grabstätte auf dem israelitischen Friedhof ist heute nicht mehr auffindbar.
Von seinen fünf Kindern wurden bekannt:
- Phöbus Moses Philippson (1807–1870), deutscher Mediziner und Schriftsteller
- Ludwig Philippson (1811–1889), deutscher Schriftsteller und Rabbiner

## Werke
- 1804 J. Eiche: „Sprüche Salomons und Geschichten aus dem Talmud und Midrasch.“ Übersetzer.[2]
- 1804 „Zwölf kleine Propheten.“ Übersetzer, Kommentator und Herausgeber.[2]
- 1808/1811 „Kinderfreund und Lehrer. Ein Lehr- und Lesebuch für die Jugend jüdischer Nation und für jeden Liebhaber der hebräischen Sprache.“ 2 Teile.[2]
- „Der neue Sammler.“ Zeitschrift. Als Herausgeber.[2]